# Club de Deportes Santa Cruz
Il Club de Deportes Santa Cruz è una società calcistica cilena, con sede a Santa Cruz.
Milita nella Campeonato Nacional de Segunda División del Fútbol Profesional Chileno.

## Storia
Fondato nel 1913, non ha mai vinto trofei nazionali.

## Giocatori celebri
- Carlos Cisternas
- Matías Jadue
- Roberto Riveros

## Palmarès

### Competizioni nazionali
- Segunda División: 1

2018